# Richard Henry Dewing
Generalmajor Richard Henry Dewing (15. januar 1891 – 21. september 1981) var en ledende officer i de britiske styrker under 2. Verdenskrig. 

## Karriere
- 1936 – 1937: Vicedirektør for planlægning, Krigsministeriet
- 1937 – 1939: Instruktør ved Imperiets Forsvarsakademi
- 1939 – 1940: Direktør for militære operationer, Krigsministeriet
- 1940 – 1941: Stabschef for styrkerne i Fjernøsten
- 1942: Chef for den britiske forsvarsrepræsentation i Washington, USA
- 1943 – 1944: Chef for hærens og luftvåbnets forbindelsesstab i Australien
- 1945: Leder af det øverste hovedkvarter for den allierede ekspeditionsstyrke i Danmark
- 1945: Medlem af den britiske militærkommission i Berlin

## Hæderstildeling
Den 27. juli 1945 tildelte kong Christian 10. på Sorgenfri Slot Dewing Storkorset til Dannebrogsordenen med bryststjerne.